# Tunis
Tunis (تونس, Tūnis) er hovedstad i den nordafrikanske stat Tunesien. Byen har 602.560(2022) indbyggere.

## Historie
Byen var besat af Frankrig fra 1881 til 1956. Under 2. verdenskrig var Tunis under Aksemagternes kontrol fra november 1942 til maj 1943, og var deres sidste base i Afrika.
Den Arabiske Liga havde hovedkvarter i Tunis fra 1979 til 1990. PLO havde hovedkvarter fra 1982 til 1993. I 1985 blev PLOs hovedkvarter bombet af det israelske luftvåben, hvorved mere end 60 personer omkom.
Medinaen i Tunis har været på UNESCOs Verdensarvsliste siden 1979. Den omfatter ca. 700 monumenter.
Bardomuseet har de bedst bevarede mosaikker fra romertiden.
Tæt på Tunis by ligger Karthago og Sidi Bou Said. 